# Червоная Слобода (Недригайловский район)
Червоная Слобода (укр. Червона Слобода) — село,
Червонослободский сельский совет,
Недригайловский район,
Сумская область,
Украина.
Код КОАТУУ — 5923587201. Население по переписи 2001 года составляло 338 человек .
Является административным центром Червонослободского сельского совета, в который, кроме того, входят сёла
Горьково и
Мелешковка.

## Географическое положение
Село Червоная Слобода находится на расстоянии в 3,0 км от сёл Мелешковка и Бараново.
По селу протекает пересыхающий ручей с запрудой.

## Происхождение названия
Точной версии происхождения названия нет, но по одной из версий название Червона Слобода пошло от казака Красного который поселился возле берегов Хорола (теперь эта река ушла под землю, а русло высохло). Потому и поселение начали называть Червона (красный – червоний укр.) а слобода потому что тогда небольшие подселения называли слободками – вот и получилось такое название Червона Слобода.

## Экономика
- ПП «Червонослободское 2».

## Объекты социальной сферы
- Школа.